# IntelliJ IDEA
IntelliJ IDEA (インテリジェイ アイディア) は、チェコに本社を置くJetBrains社が開発した、Javaなど数多くのプログラミング言語に対応した統合開発環境である。
リファクタリング機能をJava用の統合開発環境としては初めて搭載したことでも知られる。変数に型のないプログラミング言語に対してもリファクタリングを提供している。
ZeroTurnaroundの調査によると、2016年時点ではJavaの統合開発環境としては1番人気である。

## オープンソース版
Ver.9からはオープンソースのCommunity Editionを提供している。
有償のUltimate Editionに対しての、このCommunity Editionの違いは以下の通りである。
- 対応言語がJava、Scala、Groovy、Clojure、KotlinなどのJavaプラットフォーム上の言語のみ。PHP、Python、Rubyなどは非対応。
- Web系非対応。HTML、JavaScript、Webフレームワーク（Grailsなど）、Webサービスなどは非搭載
- エンタープライズ系非対応。Jakarta EE非対応。
- データベース系非対応。SQL非対応、データベースツールを搭載しない。
- UMLデザイナ非搭載
- モバイル系はAndroidのみ対応。Adobe AIR非対応。
- アジャイル開発系非対応。

Community Editionは比較的緩いライセンス形態である Apache License を採用している。これによりベンダーは独自機能を搭載して販売してもソースコードを公開する必要がない。

## サポート機能
下記一覧はデフォルトでサポートしている物であり、プラグインの形で下記以外の物も多数提供されている。Microsoft Visual Studioの言語（C#、VB.NET、C++/CLI、TypeScript、ASP.NETなど）はReSharperで、Objective-CはAppCodeでサポートしている。また、RubyはRubyMineとして、PHPはPhpStormとして、JavaScriptはWebStormとして、PythonはPyCharmとして、C/C++はCLionとして、C#などの.NET言語はRiderとして、分離された固有名称を持つIDEも提供されている。

### サポート言語
- Java
- JavaFX (1 と 2 以降)
- JavaScript
- CoffeeScript
- TypeScript
- HTML/XHTML/CSS
- XML/XSL
- Kotlin
- SQL
- ActionScript/MXML（個別提供のプラグイン）
- Python/Cython (個別提供のプラグイン)
- PHP (個別提供のプラグイン)
- Go (個別提供のプラグイン)
- Rust (個別提供のプラグイン)
- Ruby/JRuby (個別提供のプラグイン)
- Groovy（個別提供のプラグイン）
- Scala (個別提供のプラグイン)
- Dart (個別提供のプラグイン)
- Mojo（個別提供のプラグイン）

初期サポートの言語の一部を除いて、残りは全てリファクタリングやデバッガをサポートしている。ただし、リファクタリングの機能はJavaが最も充実している。

### サポート技術
JSP, JSF, EJB, Ajax, Google Web Toolkit, Struts, Struts 2, JBoss Seam, Spring, Hibernate/JPA, Webサービス, Ruby on Rails, Grails, Java ME MIDP/CLDC, OSGi, Android, Tapestry, Google App Engine, FreeMarker, Velocity, Django, Play

### サポートする履歴管理
Git、CVS、Apache Subversion、Apache Ant、Apache Maven、JUnit、TestNG。
また、以下のソフトウェア向けのフリーのプラグインを提供する。Atlassian IntelliJ Connector integrating JIRA、Bamboo、CrucibleとFishEye。

### 国際化機能
IntelliJ IDEA 5.1から文字列国際化サポート機能が強化されて日本語ロケール化にも対応したので、メニューなどの日本語化ローカライズが実現している。しかし、その後、IDE自体の日本語化は売上が伸びなかったため、公式では廃止された。
その後、公式から日本語化プラグインが提供され(2020/5/17現在EAP)、Pleiadesを含むサードパーティによる日本語化方法は改めて非推奨となった。